# 6737 Okabayashi
A 6737 Okabayashi (ideiglenes jelöléssel 1993 ER) a Naprendszer kisbolygóövében található aszteroida. Endate Kin és Vatanabe Kazuró fedezte fel 1993. március 15-én.